# 沃夫·艾爾布魯赫
沃夫·艾尔布鲁赫（德語：Wolf Erlbruch，1948年6月17日—2022年12月11日），德国插图画家和儿童读物作家，多所大学教師。他在创作图画时常常综合运用多种技巧，如剪贴、素描和描绘等，有时也会创作超现实主义作品，于德国国内外广泛流传。而他的读物中時有触及死亡、生命的意义等對於兒童來說較難理解的主題。
艾尔布鲁赫于1993年和2003年两度获得德国青少年文学奖。2006年，他因对儿童插图文化的长期贡献获得汉斯·克里斯蒂安·安徒生奖。2017年，获得阿斯特麗德·林格倫紀念獎，成为第一个获得该奖项的德国人。

## 生平
艾尔布鲁赫于1948年6月30日在伍珀塔爾出生，父亲是一名纺织技师。艾尔布鲁赫幼年时便爱上了绘画，1967年到1974年间，艾尔布鲁赫于埃森的富克旺根艺术大学学习平面设计，期间兼职于广告行业，亦有为《亮点》和《时尚先生》等杂志绘制插画。1985年，出版商Peter Hammer向让他为詹姆斯·阿格雷所著的《Der Adler, der nicht fliegen wollte》绘制插图，标志着他儿童读物插画家生涯的开始。恰逢艾尔布鲁赫的儿子伦纳德刚刚出生，艾尔布鲁赫希望伦纳德以后能看到自己创作的儿童读物，因此除了继续创作插画外，他亦开始大量创作书籍。
1990年到1997年间，艾尔布鲁赫于杜塞尔多夫音乐学院担任教师，并于1997年转至伍珀塔尔大学建筑、设计及艺术系。2009年至2011年间，艾尔布鲁赫于富克旺根艺术大学教授插画艺术。
2022年12月11日，艾尔布鲁赫于伍珀塔爾逝世。

## 作品风格
虽然艾尔布鲁赫不想被儿童当做成人来看待，但他经常在自己的作品中探讨成人话题，同时有一些作品带有一定的自传色彩，例如《伦纳德》，其作品中的很多角色亦具有类似于他的着装风格，例如《The Story of the Little Mole Who Went in Search of Whodunit》（又名《The Story of the Little Mole Who Knew It Was None of His Business》）中的小鼹鼠。
艾尔布鲁赫的作品还因其独特的超现实主义风格而广受好评，德国世界报作家西爾克·施耐特勒曾表示，艾尔布鲁赫作品中的主角性格多样，但每个角色又各自具有辨识度，这种独特的“艾尔布鲁赫风格”在德国国内外引来大量模仿。
艾尔布鲁赫的作品常常涉及与死亡有关的主题，例如《鸭子、死神与郁金香》以及《Ein Himmel für den kleinen Bären》，前者讲述了一只小鸭子与死神成为朋友的故事，而后者的主人公则是一只尝试在天堂里寻找逝去祖父的幼熊。
对于其自传性作品，艾尔布鲁赫在一次2003年的采访中表示，他想通过这些作品唤起人们的自我意识，充分了解自己的独特性。

### 插画
艾尔布鲁赫的许多画作都是通过多种媒介和拼贴方法完成，例如《The Story of the Little Mole》，即为艾尔布鲁赫先在棕色包装纸上画出，再将其粘贴到白纸上。

## 作品评价
卫报曾将《Duck, Death and the Tulip》称为“一本杰出的书籍”，“死神撫摸著她皺巴巴的羽毛，抬起她的身體，輕輕地放在河裡，看著她飄向遠方，而在读到这些地方时，人们却能感受到一种无限的温暖”。插画《Die fürchterlichen Fünf》则被德国巴登-符腾堡的一家剧院改编成舞台剧。

## 奖项及基金会
2003年，艾尔布鲁赫凭借其在装订艺术方面的贡献，代表莱比锡市获得古腾堡奖（Gutenberg Award），该奖项为伍珀塔爾的一个文化奖项以及德国青少年文学奖的一项特别奖项。
2006年，获得国际儿童图书评议会向艾尔布鲁赫颁发汉斯·克里斯蒂安·安徒生奖，以表彰他对儿童插画的长期贡献。
2017年，艾尔布鲁赫获得阿斯特麗德·林格倫紀念獎，成为第一个获得该奖的德国人。
以下为艾尔布鲁赫所获奖项：
- 1993年德国青少年文学奖绘本奖[4]
- 1998年银笔奖（英语：Gouden Griffel）[14]
- 1999年银笔奖[14]
- 2000年特罗斯多夫绘本大奖（Troisdorfer Bilderbuchpreis）[15]
- 2000年博洛尼亚童书展最佳图书奖[15]
- 2003年莱比锡市古腾堡奖（英语：Gutenberg Prize of the City of Leipzig）[8]
- 2003年德国青少年文学奖插画师特别奖项[16]
- 2003年冯德海特奖[17]
- 2004年博洛尼亚童书展最佳图书奖
- 2007年阿斯特麗德·林格倫紀念獎[18]

2004年，艾尔布鲁赫与家人创办沃夫·艾尔布鲁赫基金会，作为其作品的保管机构，并以阿斯特麗德·林格倫紀念獎奖金作为运作资金。